# Shane Perkins
Shane Perkins (ur. 30 grudnia 1986 w Melbourne) – australijski kolarz torowy, brązowy medalista olimpijski oraz czterokrotny medalista mistrzostw świata.

## Kariera
Specjalizuje się w sprincie i keirin. Trzykrotny medalista mistrzostw świata (2006-2011), w 2011 roku zdobył w Apeldoorn tytuł mistrza świata w keirinie. Mistrz świata juniorów w sprincie i keirin (2004), wielokrotny medalista mistrzostw Australii. W 2010 roku wygrał sprint w Igrzyskach Wspólnoty Narodów, a w 2006 roku zdobył brązowy medal. Na mistrzostwach świata w Melbourne w 2012 roku wspólnie z Matthew Glaetzerem i Scottem Sunderlandem zdobył złoty medal w sprincie drużynowym.